# Chordschin
Ein Chordschin  ist eine orientalische Packtasche oder Satteltasche. Die Vorderseiten von Chordschins sind zumeist musterverziert (beispielsweise mit Hakenmedaillons). Anders wiederum werden die Rückseiten hergestellt. Diese sind zumeist als Palas gefertigt, einfach gemusterten Handwebteppichen. Darunter werden einfache in Leinwandbindung gewebte Textilien verstanden. Ihre Dessins erschöpfen sich in simplen Streifen, die sich in mal schmaleren und mal breiteren Streifen präsentieren.